# Богатая тромбоцитами плазма
Богатая тромбоцитами плазма (синонимы: обогащённая тромбоцитами плазма, тромбоцитный концентрат, тромбоцитный гель, сокращение: БоТП, англ. platelet-rich plasma, PRP) — плазма крови с повышенным содержанием тромбоцитов. Поскольку тромбоциты играют важнейшую роль в процессах заживления и регенерации повреждённых тканей организма, БоТП позволяет значительно увеличить эффективность многих методов лечения. В настоящее время на основе БоТП разработана многофункциональная медицинская методика PRP терапия, используемая в стоматологии и косметологии.
В норме концентрация тромбоцитов в крови колеблется между 150 тыс./мкл и 350 тыс./мкл и в среднем составляет 200 тыс./мкл. Научно доказано, что стимулирующий эффект обогащённой тромбоцитами плазмы проявляется, если концентрация тромбоцитов в ней равна 1 000 000/мкл. Поэтому на настоящий момент плазму называют богатой тромбоцитами, если их концентрация в ней равна 1 000 000/мкл. При меньшей концентрации стимулирующий эффект не проявляется, в то же время до сих пор не было показано, что увеличение концентрации тромбоцитов свыше 1 000 000/мкл приводит к дальнейшему ускорению регенерации.
Хотя ее продвигали для лечения целого ряда медицинских проблем, по состоянию на 2020 год данные о пользе были неоднозначными, с некоторыми доказательствами использования при определенных состояниях и против использования при других состояниях. (Белк Дж.У., Краутлер М.Дж., Хоук Д.А., Гудрич Дж.А., Драгу Дж. Л., Маккарти Э.К. (январь 2021 г.). "Богатая тромбоцитами плазма в сравнении с гиалуроновой кислотой при остеоартрите коленного сустава: систематический обзор и мета-анализ рандомизированных контролируемых исследований". Американский журнал спортивной медицины. 49 (1): 249–260.)

## Механизм действия БоТП
Было давно известно, что тромбоциты отвечают в организме за свёртывание крови при повреждениях тканей. В 1980-х годах установлено, что в таких случаях они также выделяют специфичные белки, так называемые факторы роста, представляющие собой биологически активные полипептидные молекулы. Они выступают биохимическими сигналами, которые воспринимаются рецепторами, расположенными на поверхностях клеток. Активированные рецепторы стимулируют регенерацию, рост и деление клеток.
По многочисленным научным данным, применение БоТП ускоряет процессы заживления в самых разнообразных тканях.
БоТП на 100 % биосовместима, безопасна и не несёт риска заражения пациента, потому что она получена из его собственной плазмы.

## Техника использования
Для получения БоТП у пациента забирается 20—100 мл периферической крови. При помощи двухэтапного центрифугирования, из цельной крови удаляются сначала эритроциты как самые тяжёлые форменные элементы и лейкоциты (тромбоциты при этом остаются в надосадке), а затем, при втором центрифугировании, концентрируются тромбоциты. Для увеличения удобства использования, в выделенную фракцию возможно добавление активаторов тромбообразования (тромбин + хлорид кальция). Полученный гель применяется самостоятельно или совместно с остеопластическими материалами при имплантациях. Весь процесс занимает 20—30 минут и позволяет получить БотП с концентрацией тромбоцитов в 3—5 раз выше, чем в периферической крови.

## Применение

### Хирургия
В течение всего времени существования хирургии шёл постоянный поиск средств, позволяющих улучшить процесс заживления ран после хирургических операций, то есть одновременно с более быстрым заживлением ран и операционных разрезов минимизировать инфекции, боли, опухоли и шрамы. Медицинские источники утверждают, что использование БоТП позволяет в значительной степени добиться этих целей.

### Стоматология
БоТП стала ценным дополнением в стоматологии для лечения ран. Использование БоТП (плазмотерапия) позволяет ускорить их заживление в 2—3 раза с помощью собственных резервов организма.

### Спортивная медицина
В физкультуре и спорте очень часты травмы мышц и сухожилий, поэтому спортивной медицине настоятельно требуются более эффективные и менее инвазивные методы лечения таких травм. Использование для этих целей БоТП демонстрирует хорошие результаты, что стимулировало большое количество исследований в этом направлении. На данный момент методика имеет 4 уровень доказательности.

### Незаживающие язвы и раны
Диабетические, трофические и другие незаживающие язвы и раны — это большая проблема общественного здоровья, плохо поддающаяся современным медицинским методам. И здесь на БоТП возлагаются большие надежды. Топическое применение БоТП инициирует заживление хронических язв и ран, при этом многие пациенты могут излечиться даже в домашних условиях.

### Облысение
Разумно было предположить, что БоТП может способствовать восстановлению не только тканей, но и поврежденных волос. Сначала БоТП стала применяться рядом хирургов-трансплантологов для поддержки пересаженных волос. В последнее время эта терапия стала всё больше использоваться и для восстановления истончающихся при облысении волос, демонстрируя обнадёживающие результаты. Предлагается в частности лечение экзосомами и другими внеклеточными везикулами присутствующими в БоТП 

### Другие болезни
Использование БоТП в медицине стремительно расширяется. Упоминается о её применении для лечения урологических заболеваний, восстановления сердечных клапанов, регенерации хрящей и межпозвонковых дисков и целом ряде других применений.
В настоящее время механизм воздействия БоТП на ткани понят еще не полностью, поэтому дальнейшее его изучение должно привести как к повышению эффективности методов на основе БоТП, так и к их ещё большему распространению в медицине.

## Внешние источники
Очень информативный блог с исследованиями о богатой тромбоцитами плазме. Архивная копия от 9 июня 2021 на Wayback Machine